# Joone Dankou
Joone Dankou (* 2003 in Berlin) ist eine deutsche Schauspielerin und Synchronsprecherin.

## Leben
Joone Dankou wurde 2003 in Berlin geboren, wo sie auch aufwuchs. Sie besuchte nach der Grundschule ab 2015 die Staatliche Ballett- und Artistikschule Berlin und legte 2022 ihr Abitur ab. Sie schloss die Schule zudem als staatlich geprüfte Artistin ab. Ihren ersten Fernsehauftritt hatte sie 2015 in einer Folge der Fernsehserie Dr. Klein, ihre erste Rolle in einem Kinofilm im Jahr 2015 in Conni & Co. 2023 übernahm sie in dem Weihnachtsfilm Zwei Weihnachtsmänner sind einer zu viel eine Hauptrolle.
Sie hat einen Zwillingsbruder und sie synchronisiert auch, unter anderem in All of Us Are Dead oder Die Todesschwester.

## Filmografie
- 2015: Dr. Klein (Folge Schuld)
- 2016: Conni & Co
- 2023: Zwei Weihnachtsmänner sind einer zu viel (Fernsehfilm)
- 2023: WaPo Elbe
- 2024: In aller Freundschaft (Folgen Ruhe nach dem Sturm, Helfer in der Not, Mütter & Töchter)
- 2024: Berlin Nobody
- 2025: Ein starkes Team  (Folge Der tote Mörder)
- 2025: Bettys Diagnose (Folge Betrüger und Betrogene)
- 2025: Einspruch, Schatz! (Folge Schwesterherz)